# Hanna Barysiewicz
Hanna Adamauna Barysiewicz, biał. Ганна Адамаўна Барысевiч, ros. Анна Адамовна Борисевич (ur. 6 maja?/18 maja 1888 w Ihumeniu, zm. 23 lutego 2007 w Mińsku) – najstarsza, niezarejestrowana przez Księgę rekordów Guinnessa mieszkanka Białorusi. Do momentu śmierci była najstarszą mieszkanką w państwie i według mediów – na świecie. Przeżyła 118 lat i 281 dni.

## Życiorys
Hanna Barysiewicz urodziła się we wsi Buda pod Ihumeniem, w rodzinie chłopskiej Adama Nowickiego i jego drugiej żony, Józefy. Gdy miała szesnaście miesięcy (według innych danych cztery miesiące), zmarła jej matka. Ojciec ożenił się ponownie. Wychowaniem Hanny Barysiewicz zajmowały się starsza przyrodnia siostra i babcia.
Gdy Hanna Barysiewicz była dzieckiem, rodzina przeniosła się do Starego Kojczyna (obecnie rejon berezyński). Ojciec, Adam Nowicki, nabył od właściciela folwarku kawałek ziemi. W ramach zapłaty rodzina Nowickich pracowała na roli posiadacza ziemskiego. Hanna Barysiewicz nie uczęszczała do szkoły, nie umiała pisać i czytać:

Dziewek i bab nie uczyli pisania. Za Lenina w likbiezie nauczyli podpisywać się.

W okresie pierwszej wojny światowej na froncie zginął starszy przyrodni brat Hanny Barysiewicz (syn Adama Nowickiego z pierwszego małżeństwa). W 1917 roku, w wieku 29 lat, wyszła za mąż za Ipalita Barysiewicza, członka sielsowietu. Urodziła siedmioro dzieci, z czego czworo zmarło we wczesnym dzieciństwie. Dorosłość osiągnęli Nina, Walancina i Jauhien. W 1937 roku aresztowano jej męża, którego władze radzieckie uznały za wroga ludu i zesłały na Syberię. Ipalit Barysiewicz zmarł w 1940 roku. W wywiadach Hanna Barysiewicz prawie o nim nie wspominała, nadmieniała jedynie, że mu wybaczyła. Ponownie za mąż nie wyszła.
W okresie kolektywizacji Hanna Barysiewicz podjęła pracę w kołchozie w Starym Kojczynie i pracowała w nim do emerytury. Podczas wojny niemiecko-radzieckiej rodzina Hanny Barysiewicz pomagała partyzantom. Stary Kojczyn, gdzie mieszkała, został zajęty przez okupantów niemieckich w 1941 roku, jednak niedługo po tym wieś została odbita przez oddziały partyzanckie. W 1965 roku, w wieku 77 lat, przeszła na emeryturę. W 1983 roku, w wieku 95 lat, przeprowadziła się do Mińska, do mieszkania swej córki Niny. Zmarła 23 lutego 2007 roku, pozostawiając troje dzieci, trzynaścioro wnuków, czterech prawnuków i czterech praprawnuków.

## Rekord długowieczności
Media zainteresowały się Hanną Barysiewicz w 2004 roku. Gdy kobieta wymieniała paszport, urzędnicy zwrócili uwagę na wiek petentki – 115 lat. Początkowo podejrzewano pomyłkę.
Przed wydaniem Księgi rekordów Guinnessa za 2007 rok strona białoruska wystawiła kandydaturę Hanny Barysiewicz jako rekordzistki długowieczności, jednak mieszkanka Białorusi została pominięta. Powodem tego były wątpliwości redaktorów wydawnictwa, którzy nie mieli zaufania do dokumentów wydawanych na terenie byłego ZSRR. W 2007 roku oficjalną rekordzistką długowieczności była 114-letnia mieszkanka Japonii, podczas gdy Hanna Barysiewicz miała wówczas 118 lat.
W 2007 roku imię Hanny Barysiewicz jako rekordzistki długowieczności zostało wpisane do Księgi rekordów Rosji, państw WNP i krajów bałtyckich "Diwo" (Книгу рекордов России, стран СНГ и Прибалтики "Диво").

## Obecność w mediach
Hanna Barysiewicz była bohaterką wielu wywiadów i programów radiowych i telewizyjnych o zasięgu ogólnokrajowym w kilku państwach od 2004 roku. Media próbowały odkryć "sekret" jej długowieczności, interesowano się kondycją zdrowotną bohaterki, dietą, poglądami i stosunkiem do świata.

### Operacja oka
Wiosną 2005 roku Hanna Barysiewicz była bohaterką programu w Radiu "Swaboda". Podczas emisji poruszono kwestie związane z jej zdrowiem. Nadmieniono między innymi, że kobieta traci wzrok. Program nie pozostał bez odzewu. Przypadkiem Barysiewicz zainteresowała się Alena Dzianisawa, kierownik białoruskiego przedsiębiorstwa "Alkon", specjalizującego się w produkcji urządzeń oftalmologicznych. Złożyła propozycję przeprowadzenia badań stanu zdrowia kobiety i przygotowania jej do operacji oczu. Badania wykazały, że biologiczny wiek 117-letniej Barysiewicz można oszacować na 75 lat. U pacjentki stwierdzono także kataraktę, co było przyczyną utraty wzroku. Operację przeprowadził Ihar Paszkin, kandydat nauk medycznych. Zaplanowano wszczepienie sztucznej soczewki. Trwający 25 minut zabieg został przeprowadzony charytatywnie w Mińskim Szpitalu Oftalmologicznym "Optimied". Sprawa operacji była szeroko komentowana w mediach jako ustalenie rekordu operowania najstarszej pacjentki na świecie. Zaplanowana została także operacja drugiego oka, jednak nie doszła do skutku z powodu śmierci Barysiewicz.

### Styl życia
Przyczyny swej długowieczności Hanna Barysiewicz dopatrywała się w swoim spokojnym charakterze i filozoficznym podejściu do życia. Nie skarżyła się na trudności i problemy i zapewniała, że w jej życiu było wiele dobrego. Barysiewicz nigdy nie stosowała żadnej diety. Spożywała zwykłe chłopskie, jak mówiła w wywiadach, jedzenie: skwarki, ziemniaki, mleko, jajka, śmietanę, masło oraz warzywa z ogródka. Nie paliła papierosów, alkoholu używała umiarkowanie, twierdziła, że nigdy w życiu nie upiła się. Do końca życia Hanna Barysiewicz zachowała jasność umysłu i dobrą pamięć.
Hanna Barysiewicz deklarowała przynależność do Kościoła rzymskokatolickiego i żałowała, że z powodu starości nie może uczęszczać do kościoła.

### Barysiewicz jako świadek historii

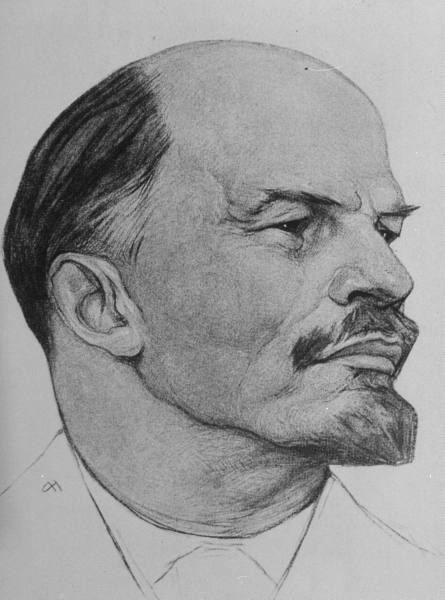
Włodzimierz Lenin

Dziennikarze interesowali się Hanną Barysiewicz jako świadkiem historii. Nazwana została w prasie białoruskiej "rówieśniczką trzech wieków" (ровесница трех веков). Wypytywano o jej stosunek do władz kolejnych ustrojów, Lenina, Stalina, Breżniewa. Zadawali także pytania o jej podejście do ówczesnej władzy białoruskiej. Kobieta zaznaczała w odpowiedzi powtarzalność historii. Ze wszystkich działaczy politycznych najbardziej szanowała Włodzimierza Lenina:

Rozpędził kapitalistów, dał ludziom ziemię. [...] Stalin wszystkich szybko zagonił do kołchozów.

Uważała, że najlepszym okresem jej życia była epoka Breżniewa:

Za Breżniewa. Gdy znieśli podatek na każde drzewo owocowe. Zaczęliśmy spokojnie hodować w swoim ogródku wszystko, co chcieliśmy. I nic za to nie płaciliśmy.

Miała ambiwalentny stosunek do prezydentury Alaksandra Łukaszenki i polityki realizowanej przez niego. Uważała, że władze rejonowe i miejskie oszukują obywateli, gdyż nie spełniają swych postulatów. Podczas wywiadu w mediach opozycyjnych w swoje sto siedemnaste urodziny, nawiązując do stosunku władz do weteranów wielkiej wojny ojczyźnianej, wyraziła pogląd o nierównym traktowaniu bohaterów wojny i zwykłych obywateli:

Wojskowi walczyli na wojnie z bronią, a ja walczyłam z łopatą na roli. Kopaliśmy łopatą i sialiśmy, ponieważ nie było koni, zabrali je Niemcy, więc sama zaprzęgałam się do pługu. Nie mamy teraz żadnych przywilejów, a ci, wojskowi, mają. Oni zasłużyli, a my, co karmiliśmy partyzantów, nie zasłużyliśmy. Wojskowym dali dobrą emeryturę, a mnie i emerytury dobrej nie dali...

Hanna Barysiewicz sceptycznie odnosiła się pod koniec życia do hierarchii kościelnej. W wywiadach mówiła o upadku autorytetów władzy duchownej:

Wcześniej ksiądz lub pop był ojcem i sędzią, teraz – samo kłamstwo, dbają jedynie o swój dobrobyt.